# Фрегат (гостиница, Херсон)
«Фрегат» — гостиничный комплекс в центре города Херсона. Располагается возле набережной реки Днепр, по адресу Проспект Независимости, дом 2.

## Описание
Строительство гостиничного комплекса «Фрегат» началось в конце 70-х годов XX века. Данное здание являлось частью масштабного проекта, цель которого состояла в том, чтобы изменить облик всей прибрежной части Херсона.
Автором проекта гостиничного комплекса выступил архитектор Вячеслав Фёдорович Михайленко. Само здание построено по типовому проекту, однако элементы декора и внешнего оформления, в числе которых паруса, делают здание визитной карточкой города.
При строительстве были использованы материалы из многих регионов СССР, в том числе облицовочные материалы, произведённые в Армении, и паркет из Закарпатья.
Гостиница была сдана в эксплуатацию в 1989 году.
У входа в гостиницу находится фонтан, в строительстве которого принимал непосредственное участие сам архитектор здания. Комплекс расположен вблизи памятника «Фрегат».